# Armavir (Rusland)

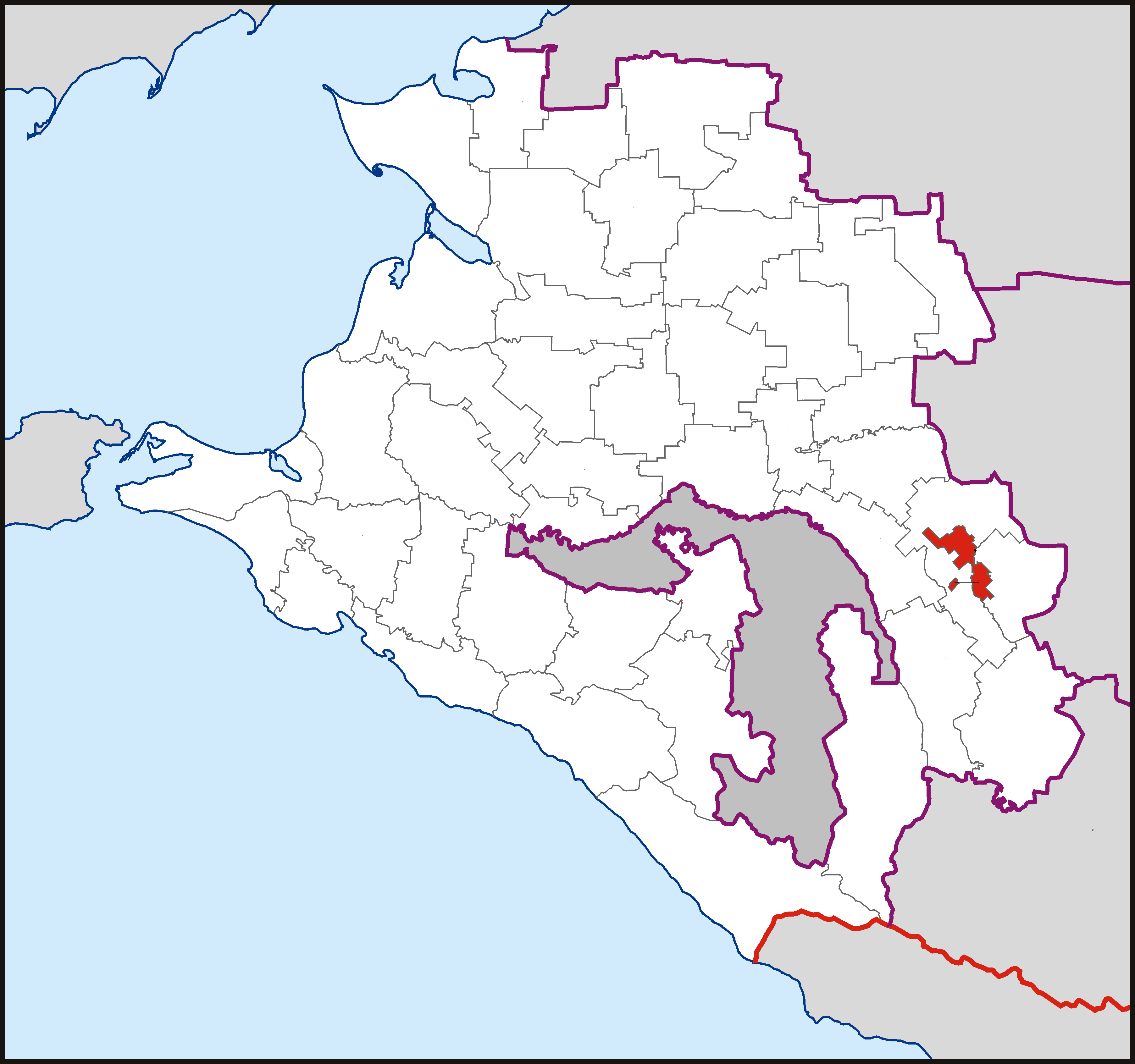
Armavir vormt tevens een stadsdistrict

Armavir (Russisch: Армавир) is een Russische stad in kraj Krasnodar op de linkeroever van de rivier de Koeban op het schiereiland Taman. Armavir was eerder de tweede industriestad van de kraj na Krasnodar. Het ligt op 202 km ten noordoosten van Krasnodar aan de uitlopers van de Kaukasus.

## Geschiedenis
Armavir werd gesticht in 1839 door Berg-Armenen als Armjanski aul tegenover het Russische fort Protsjnyj Okop, nadat deze hierheen waren geëvacueerd door Russische troepen vanuit Cirkassische moslimplaatsen waar ze werden bedreigd. In 1848 werd het hernoemd naar Armavir ter ere van de oude hoofdstad van Armenië. In 1908 werd een spoorlijn aangelegd tussen Armavir en Toeapse. De plaats kreeg de stadsstatus in 1914. Tijdens de Russische Burgeroorlog van 1918 tot 1920 vonden in de buurt van de stad een aantal bloedige gevechten plaats. De militaire veldtocht van het Taman Rode Leger eindigde hier in 1918. In maart 1920 wisten de sovjets de stad in te nemen. Tijdens de Grote Vaderlandse Oorlog van 1941-1945 werd de stad door de Duitse legers veroverd tijdens Operatie Fall Blau. De stad werd bevrijd in januari 1943.

## Economie
De grootste economische sectoren van de stad zijn:
- Voedselproductie
- Machinebouwen metaalbewerking
- Chemische en petro-chemische industrie
- Lichte industrie

## Bezienswaardigheden
De stad heeft een Armeens-apostolisch kerkgebouw (Soerb-Astvatsatsin; 'Moeder van God') uit 1843, een Tataarse moskee en een synagoge uit begin 20e eeuw. Er zijn vele archeologische vondsten gedaan rond de stad, zoals grafheuvels (koerganen) uit de Vroege- en Midden-bronstijd en een versterking uit de Vroege-IJzertijd. De stad heeft verder onder andere een lokaal-historisch museum.

## Transport
Het is een verkeersknooppunt aan de spoorlijn van Rostov aan de Don naar Bakoe. Er loopt ook een aardolieleiding vanuit Azerbeidzjan door de stad.
| 1897  | 1926   | 1939   | 1959    | 1970    | 1979    | 1989    | 2002    |
| ----- | ------ | ------ | ------- | ------- | ------- | ------- | ------- |
| 6.100 | 74.400 | 84.000 | 111.000 | 144.000 | 161.500 | 160.900 | 194.000 |

## Geboren in Armavir
- Nikita Simonjan (1926), Armeens voetballer en coach
- Valentina Tolkoenova (1946–2010), Russische zangeres
- Dmitri Barsoek (1980), beachvolleyballer